# Ulla Nyrén
Ulla Gull-Berit Nyrén, senare Alvo, född 28 juni 1928 i Malmö Karoli församling, död 15 juli 2003 i Oscars församling i Stockholm, var en svensk dansare  i revyer och filmer.
Ulla Nyrén gifte sig 1957 med Knäppupp-producenten Felix Alvo. Hon är gravsatt i minneslunden på Norra begravningsplatsen utanför Stockholm.

## Filmografi
- 1952 – Önskedrömmen
- 1952 – Arne Domnérus spelar
- 1953 – Glasberget
- 1954 – Dans på rosor
- 1957 – Far till sol och vår

## Teater
| År   | Roll        | Produktion                                                           | Regi               | Teater        |
| ---- | ----------- | -------------------------------------------------------------------- | ------------------ | ------------- |
| 1951 | Medverkande | Blåjackor Lajos Lajtai och Lauri Wylie                               | Sven Aage Larsen   | Oscarsteatern |
| 1953 | Medverkande | Djuprevyn 2 meter Povel Ramel och Yngve Gamlin                       | Egon Larsson       | Idéonteatern  |
| 1954 | Medverkande | Knäppupp II - Denna sida upp Povel Ramel, Yngve Gamlin, Pekka Langer | Per-Martin Hamberg | Idéonteatern  |
| 1955 | Medverkande | Spectacle Povel Ramel och Yngve Gamlin                               | Carl Gustaf Kruuse | Idéonteatern  |